# Grenord
Grenord est un hameau du centre-ouest de la France, appartenant à la commune de Chabanais, dans le département de la Charente, en région Nouvelle-Aquitaine.
Grenord est situé au nord-est du département, en Charente limousine, dans la partie historiquement occitanophone de l'ancienne région Poitou-Charentes, également désignée par le nom de Charente occitane. En occitan limousin, Grenord se nomme Grenòr.
Organisé autour de son église, qui est son principal monument et élément de patrimoine bâti, le village est également bordé dans sa partie septentrionale par la Grêne, un affluent de la Vienne, et par ailleurs par d'autres ruisseaux et rus temporaires. La dénomination Grenord-l'Eau, aujourd'hui peu usitée mais employée jusqu'au XXe siècle, atteste l'environnement humide du hameau, entouré de terres agricoles principalement dévolues à l'élevage et de petits bois.

## Géographie

### Localisation
Grenord est situé dans l'est du département français de la Charente, en Charente limousine. La limite du département voisin de la Haute-Vienne est proche, au plus près à 7,5 km au sud-est.
À vol d'oiseau, Angoulême se trouve à environ 49 km au sud-ouest, et Limoges est à 43 km à l'est. Les deux sous-préfectures les plus proches sont Rochechouart, en Haute-Vienne, à moins de 10 km à l'est-sud-est, et Confolens, en Charente, à 17 km à l'ouest-nord-ouest. Enfin, Saint-Junien, ville de plus de 10 000 habitants la plus proche, est à 15 km à l'est-nord-est.
Le village est établi à environ 1,5 km au sud du bourg de Chabanais, chef-lieu de la commune.
La latitude du village est identique à celle du pont de l'île d'Oléron ou du lac d'Annecy. Sa longitude est très proche de celle de Tours, Périgueux ou Saint-Gaudens.

### Accès
Le village est desservi par deux axes routiers départementaux : la D162, qui relie Taponnat-Fleurignac à Chabanais par Montembœuf et Lésignac-Durand, et la D164, qui relie Le Lindois à Grenord par Mouzon et Suris.
L'accès routier à Grenord se fait par la D162 depuis Chabanais (au nord) ou Lésignac-Durand (au sud-ouest) et la D164 depuis Suris (à l'ouest). Deux autres routes communales carrossables desservent le village : une qui se dirige vers l'ouest vers Chez-Chevrier puis Exideuil-sur-Vienne, et permet de rejoindre la RN 141, déviée de Chabanais et doublée depuis 2013 ; une autre qui part vers le sud-est, et permet de rejoindre Chassenon et Pressignac par le Breuil et la Soutière. À la sortie sud de Grenord, une autre route communale se connecte à la D162, et file vers le sud-ouest pour desservir Les Borderies, La Barrière et rejoindre Saint-Quentin-sur-Charente.
Les chefs-lieux de commune ou de commune déléguée les plus proches de Grenord par la route sont Chabanais (2,6 km), Exideuil-sur-Vienne (4,1 km), Saint-Quentin-sur-Charente (5,2 km), Chassenon (5,8 km), Pressignac (6,2 km) et Suris (6,4 km).
| Exideuil-sur-Vienne        | Chabanais (chef-lieu de la commune) |            |
|                            | Grenord                             | Chassenon  |
| Saint-Quentin-sur-Charente |                                     | Pressignac |

### Géologie et relief
Le village est situé en Haute-Charente (Charente limousine), la partie la plus élevée du département, rattachée aux marges du Massif central, et qui culmine à plus de 300 m en plusieurs points des environs (Mouzon dans le massif de l'Arbre à 10 km au sud-ouest, la forêt de Brigueuil au pied des monts de Blond à 14 km au nord-est). Grenord se trouve à une altitude toutefois relativement modeste, entre 175 mètres à 195 mètres, due à la proximité de la vallée de la Vienne, laquelle arrose Chabanais à environ 150 m d'altitude.
À environ 2,5 km au sud de Grenord, l'interfluve qui le sépare de la haute vallée de la Charente atteint 265 m au lieu-dit La Tuilerie. Les rives de la Grêne, à proximité du village, sont établies à environ 155 m d'altitude.
À la différence de l'ouest de la Charente, que le sous-sol calcaire rattache au bassin aquitain, les roches du secteur de Chabanais sont essentiellement magmatiques et métamorphiques. Grenord repose précisément sur de la tonalite, même si le sud du village (secteur du cimetière) et ses abords occidentaux (vers les lieux-dits du Figuier et de la Dauphie) sont recouverts d'alluvions anciennes. La périphérie orientale et méridionale de Grenord est dominée par le gneiss.
Fait notable, le village se trouve dans l'emprise du cratère de la météorite de Rochechouart, bien que son sous-sol ne soit pas pourvu d'impactites, lesquelles dominent la composition rocheuse à environ 3,5 km vers l'est, autour des agglomérations de Chassenon et Pressignac.

### Hydrographie

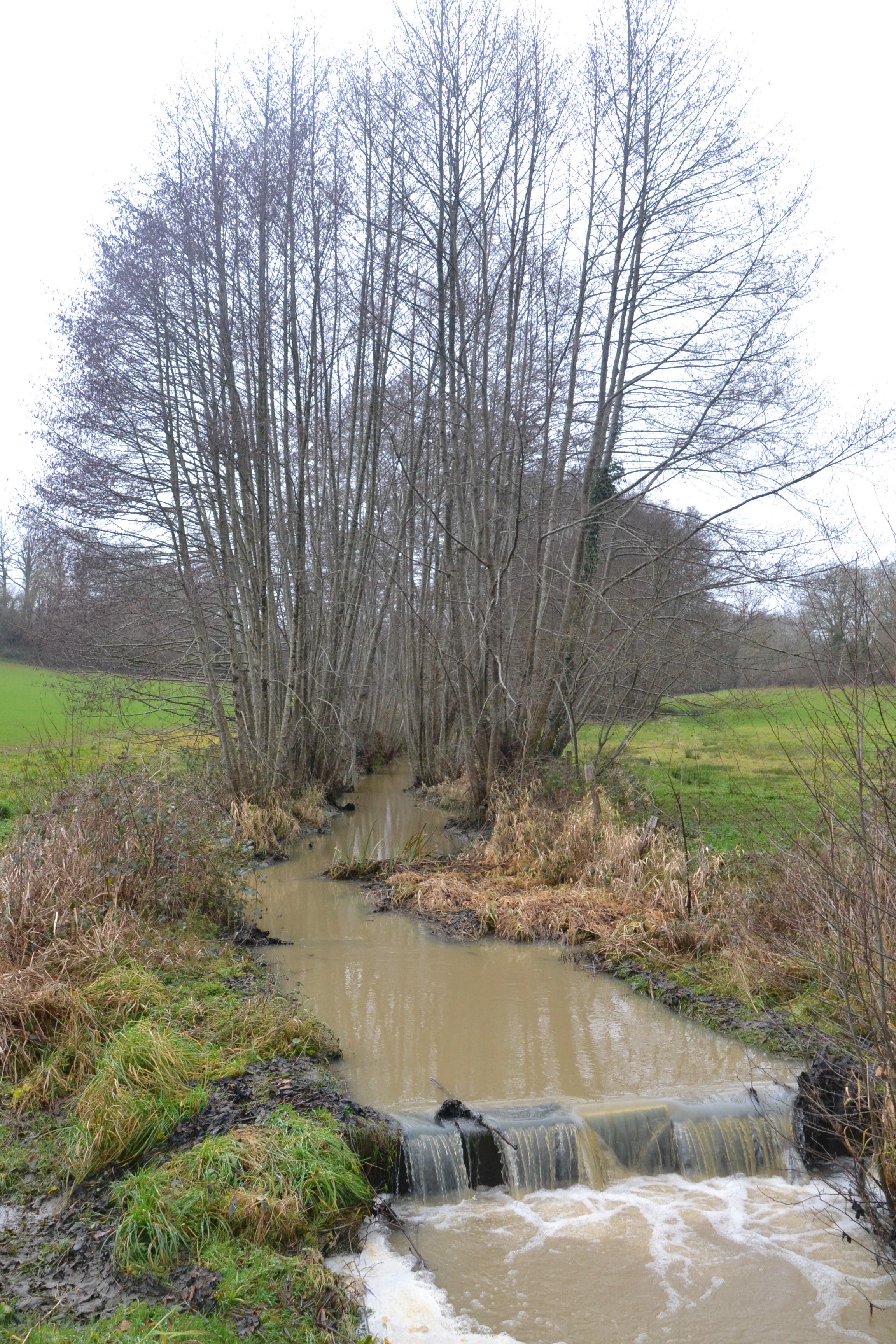
Ruisseau à l'ouest de Grenord, après un épisode pluvieux.

Le principal cours d'eau des environs de Grenord est la Grêne (ou Graine en Haute-Vienne), qui coule à l'est et au nord-est du village. 
En outre, ce dernier est bâti sur une hauteur qui est individualisée à l'ouest par un vallon occupé par un ruisseau, affluent de la Grêne, né de plusieurs sources dans le secteur des Pincheries. Ce ruisseau, qui s'approche à environ 250 m des habitations, rejoint la Grêne au moulin de Cacharat. Au sud-est, dans le secteur de Bisserier, un autre ruisseau sans nom connu alimente la Grêne en demeurant à environ 800 m de Grenord.

## Urbanisme

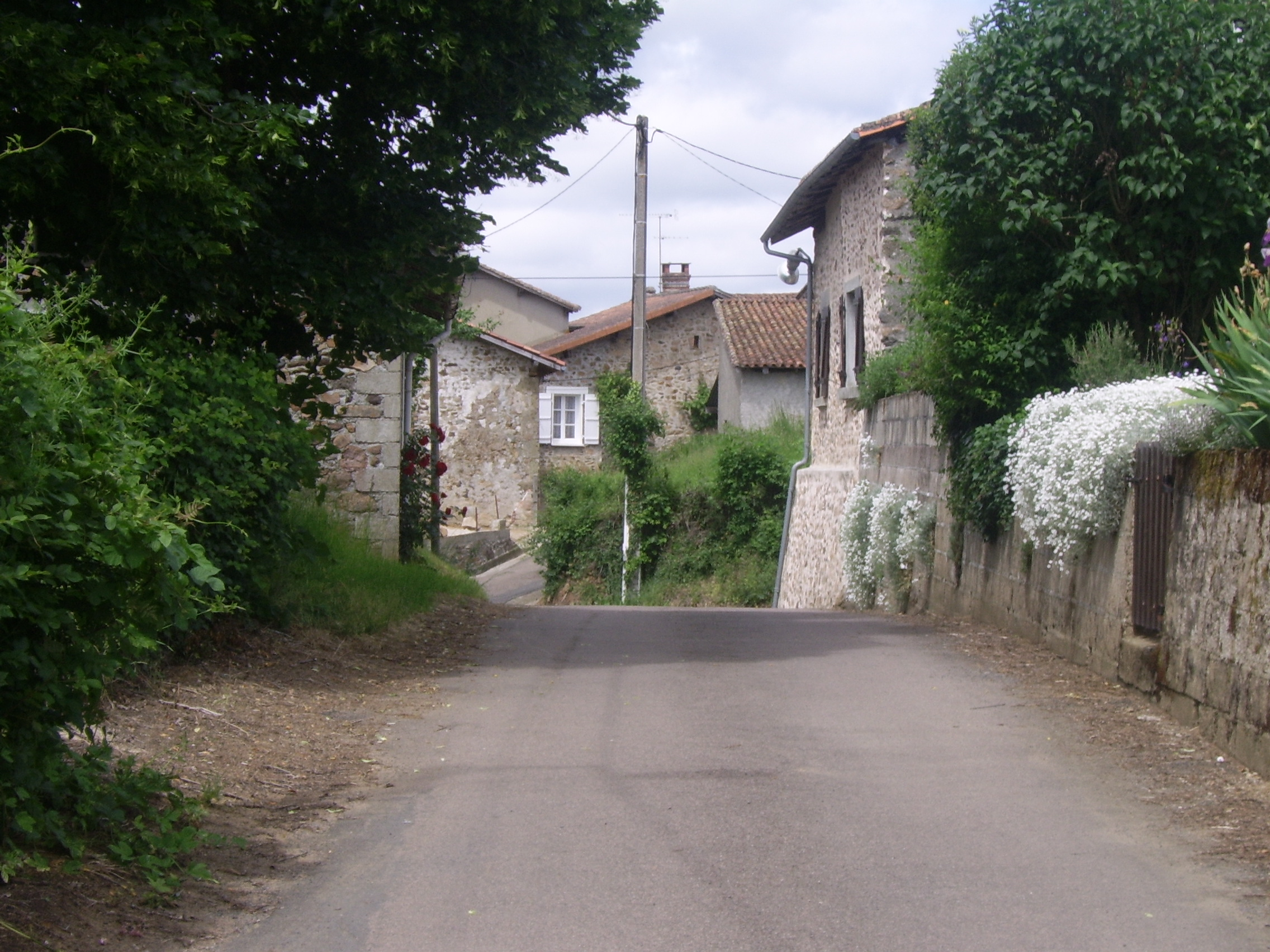
Une petite rue en retrait de la route départementale.

S'inscrivant dans un paysage semi-bocager mêlant polyculture et élevage, la commune de Chabanais propose une morphologie urbaine typique du Limousin, avec des sites d'habitation répartis entre un bourg-centre (Chabanais, le chef-lieu de commune) et de nombreux « villages », qui aujourd'hui sont couramment appelés « hameaux » alors ce terme est historiquement impropre dans la région,,.
Grenord, avec son église et ses rues, est donc un gros village, le plus important de la commune, et non un hameau. Il s'organise autour du croisement formé par la D162 et la route communale de Chantalouette, qui se dirige vers Chez-Chevrier et Exideuil. Ce carrefour prend la forme d'une place de forme triangulaire, dont l'extrémité nord est bornée par l'église. Les maisons y sont majoritairement anciennes, pour certaines à vocation initialement agricole.
Au sud-est, le long de la D162, le village est prolongé par un hameau contigu, Reilhac, tandis qu'au sud-ouest, un autre groupe d'habitations forme une extension relativement dissociée, comprenant de rares bâtiments anciens, des maisons de la fin du XXe siècle, un lotissement des années 2000 et le cimetière.
D'autres villages, composés de quelques bâtisses agricoles et maisons d'habitation, encadrent Grenord, principalement vers le sud-ouest (La Dauphie, Puychevrier, Les Borderies, Les Termes) et le sud-est (Bisserier, Le Breuil, La Soutière).

## Toponymie
Le nom de la localité est attesté sous la forme Grenort en 1764.
La terminaison -or (graphiée indifféremment -ord, -ort ou -ors dans plusieurs toponymes français) s'explique généralement par la contraction des éléments gaulois -o-ritu-, sur ritu « gué » (cf. vieux gallois rit; gallois rhyd « gué »). Le -o- résulte de la voyelle finale de *Greno-, forme primitive du nom de la rivière Grêne (ou de manière erronée Graine), d'où le composé *Greno-ritu devenu Grenort par coalescence, orthographié plus tard Grenord. Le sens global est « gué sur la Grêne ». Cette formation toponymique est comparable à Jort (Calvados) de *Diuo-ritu « gué sur la Dives ». La Grêne quant à elle pourrait tenir son nom de Mars Grannos (latinisé en Grannus), divinité des Lémovices évoquée dans une inscription retrouvée non loin sur le site antique de Cassinomagus.
Le village est longtemps dénommé Grenord-l'Eau, en raison de sa localisation, car il entouré de sources et de ruisseaux, et proche de la Grêne,,. C'est précisément la position du village entre la Grêne, au nord-est, et le ruisseau venu des Pincheries, au nord-ouest, formant une presqu'île, qui serait à l'origine de la dénomination.

## Histoire

### Antiquité
La découverte en 1849 par deux cultivateurs de Grenord, les frères Bissirieix, de nombreux objets datés du IIIe siècle, dont des vases et vaisselles, près de La Guierce, à 4 km au sud de Grenord, atteste une occupation antique dans les environs. Ces trouvailles font date dans l'histoire des fouilles dans la région ; une partie du trésor est conservée par le Metropolitan Museum of Art de New York et par le musée Dobrée de Nantes,.

### Moyen âge
La présence d'une église datée des XIe et XIIe siècles atteste l'existence d'un foyer de peuplement médiéval.

### Époque moderne

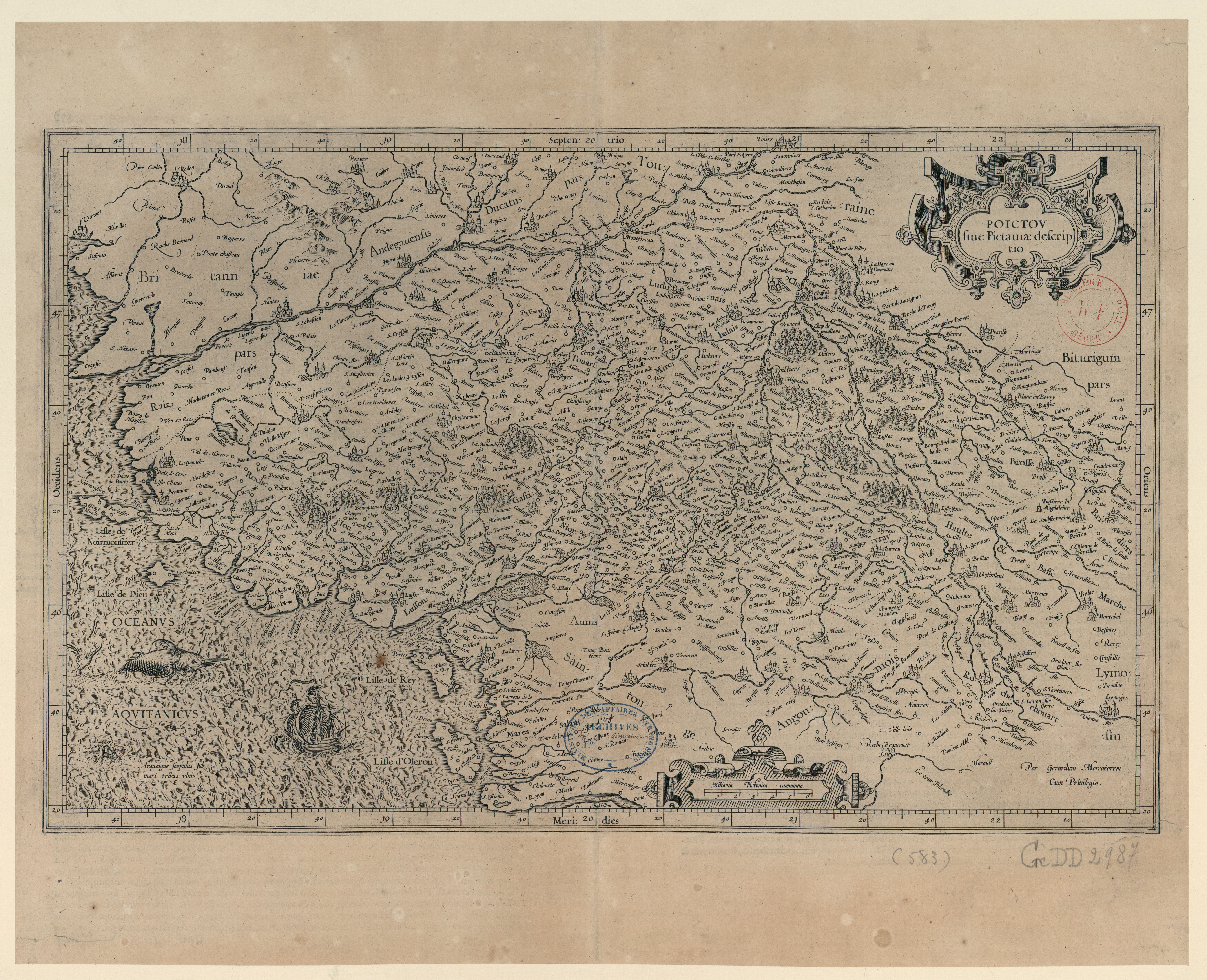
À la fin du XVIe siècle, Granor apparaît sur la carte du Poitou de Mercator.

L'église Notre-Dame serait mentionnée dans les archives (Regesta) du pape Léon X, en 1514, sous le nom de Beatæ Mariæ de Grandi Horto. Cette toponymie semble attester une étymologie liée à l'idée de « grand jardin », pourtant discutée.
Sous l'ancien régime, Grenord constitue un prieuré-cure, dépendant du prieuré des chanoines de Saint-Augustin des Salles-Lavauguyon. L'église est bordée d'un presbytère. Jusqu'au XVIIe siècle, l'église Saint-Sébastien de Chabanais dépend de l'église paroissiale de Grenord, avant d'être érigée en église paroissiale indépendante en 1673. Appartenant au diocèse de Limoges, la paroisse de Grenord semble avoir organisé des ostensions, à savoir une vénération de reliques, à une date inconnue, alors que la pratique, éminemment limousine, a aujourd'hui fortement régressé en Charente limousine, cessant à Chabanais en 1939, et se limitant désormais à de rares communes comme Esse ou Étagnac.
Sous le nom de Granor, la localité figure sur les cartes éditées à partir du XVIe siècle, comme la Poictou sive Pictaviae descriptio de Gérard Mercator, éditée en 1585, puis la Carte générale de Poictou, Xaintonge, Angoulmois et pays d'Aulnix de Christophe Tassin (ca. 1634), ou encore la carte de l'Angoumois réalisée par Pierre Duval.
En 1769, dans son Dictionnaire géographique, historique et politique des Gaules et de la France, Jean-Joseph Expilly décrit Grenord l'Eau comme disposant d'un « terroir [...] assez fertile en menus grains & en pâturages ».

### Révolution etXIXesiècle

Grenord est visible sur la carte du département de la Charente, créé à la Révolution.

Le décret relatif à la circonscription des paroisses des cantons de Confolens & Chabannais, promulgué le 21 septembre 1791, réunit la paroisse de Grenord-d'Eau à celles, voisines, de Saint-Sébastien et Saint-Pierre-de-Chabannais, les deux premières se fondant dans la troisième. Grenord est rattachée à Chabanais dès la création de la commune en 1792.
À la Révolution, la paroisse compte 380 habitants. À cette époque, le 20 juin 1796 (2 messidor an IV), le presbytère est aliéné au prix de 3 996 livres. En 1797, la population du village réclame sur pétition la restitution de la cloche de l'église, subtilisée, mais cette demande n'aboutit pas ; une nouvelle cloche n'est installée qu'en 1862,. En dépit de la disparition de la paroisse, réunie à celle de Chabanais, Grenord conserve sa tradition d'inhumation au cimetière.
La population de Grenord est comptabilisée dans les recensements successifs du XIXe siècle : 148 en 1841 (169 avec Reilhac), 167 en 1846 (184 avec Reilhac), 132 en 1861 (154 avec Reilhac).
En 1891, le conseil général de la Charente adopte un vœu traduisant le sectionnement en trois de la commune de Chabanais, créant les sections de Saint-Pierre, Saint-Sébastien et Grenord, tout en maintenant l'unité de la commune.
L'école mixte est édifiée en 1893, à la sortie sud du village. En 1900, le conseil municipal de Chabanais propose d'en faire une école double, demande réitérée en 1904.
En 1898, Victor-Eugène Ardouin-Dumazet visite le Confolentais et en rend compte dans l'un des volumes de sa monumentale œuvre Voyage en France. Sur son trajet qui le mène de Chabanais vers les vallées de la Tardoire et du Bandiat, il passe par Grenord, dont il évoque la « chapelle coiffée, de travers, d'une flèche trapue », la Graine qui « babille sur les rochers rouillés de son lit et se brise en d'amusantes colères », ainsi que la propriété de Savignac, dont il décrit le parc et les bois « adorables ».
L'église bénéficie d'une première restauration en 1832, mais son état général est dit préoccupant dans les années 1920,. L'hypothèse d'une inscription aux Monuments historiques est avancée en 1929, sans concrétisation.

### XXeetXXIesiècles

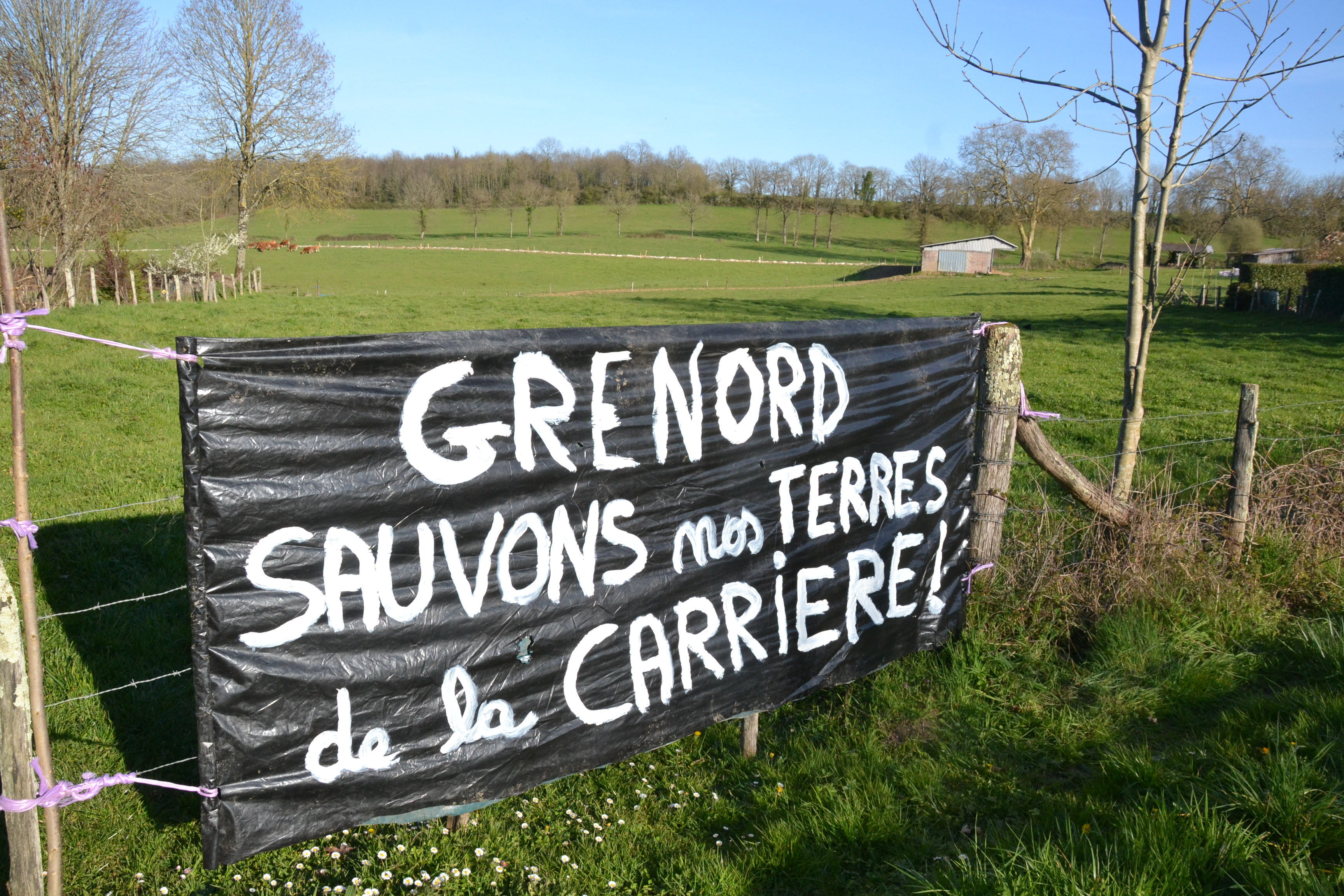
Banderole d'opposition à un projet de carrière (ici en mars 2021).

À partir de 2021, une partie des habitants du village se mobilise pour s'opposer à un projet de carrière de diorite à proximité, près du Figuier, à 500 m au nord-ouest. L'association créée en conséquence contribue parallèlement à des travaux au service de l'environnement, comme l'entretien du lavoir de Grenord ou la création de mares. L'entreprise GSM, filiale du groupe Heidelberg Materials, met en ligne un site web spécifiquement consacré au projet de Grenord-Chabanais,.
En 2022, la municipalité de Chabanais procède à la dénomination des voies du village, comprenant entre autres odonymes, la route de Chantalouette, la rue de la Fontaine ou la rue Gilbert-Ganteille.

## Démographie
À la Révolution, la paroisse de Grenord compte 380 habitants.
Sa population est estimée à environ 80 habitants en 2005[réf. nécessaire].
A l'instar de nombreuses communes de Charente, de Dordogne et du Limousin, l'arrivée des Britanniques marque le renouveau démographique du village, et dynamise le tourisme des alentours.

## Économie

### Agriculture
Les abords de Grenord sont entourés de parcelles agricoles principalement utilisées pour la production de fourrage pour l'élevage bovin de race limousine (prairies, maïs ensilage, légumineuses et céréales). On y trouve aussi des champs de tournesol.

### Services
Sur place, il n'existe aucun commerce ni service public.

### Tourisme
La valorisation touristique de Grenord demeure limitée. Un panneau explicatif est apposé sur la façade de l'église Notre-Dame. Le Guide vert « Les Charentes » mentionne également l'église dans son chapitre consacré à Confolens et à la vallée de la Vienne.
À proximité immédiate, il est possible de visiter les lacs de Haute-Charente (lacs de Lavaud et du Mas-Chaban) ou les châteaux de Peyras, Pressac et Rochebrune. Grenord se situe également à quelques kilomètres du site archéologique des thermes gallo-romains de Cassinomagus.

## Culture et patrimoine

### Lieux et monuments
Le village de Grenord comprend de rares édifices remarquables, et plusieurs éléments relevant du « petit patrimoine ».

#### Église Notre-Dame

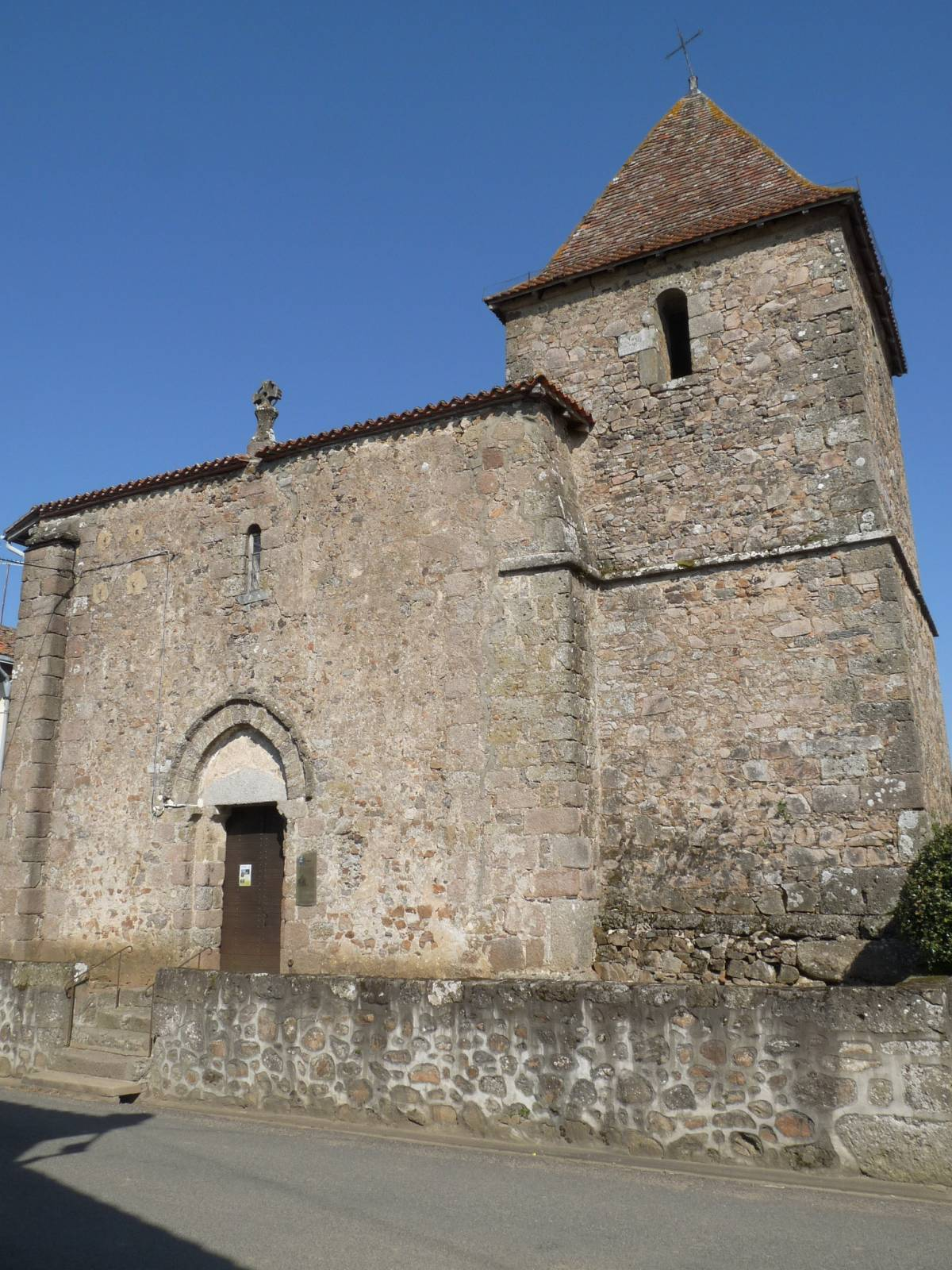
L'église Notre-Dame

Le plus significatif des monuments du village est l'église Notre-Dame des XIe et XIIe siècles.
Située à l'entrée du village en venant de Chabanais, l'église est caractéristique, avec son clocher carré et bas, son toit de tuiles plates et son coq gaulois, et représentative des constructions limousines, avec ses épais moellons de granite, et des baies surmontées d'un linteau creusé en plein cintre. La nef unique est prolongée d'un chevet plat.
Sa façade principale, percée d'un simple portail roman, est surmontée d'une croix nimbée, semblable aux croix celtiques. Son architecture est simple : abside à trois pans, modillons sans sculptures. En 1936, Charles Daras la dit « humble d'apparence ».
Elle renferme plusieurs sépultures, comprises sous des dalles à même le sol, et une plus élaborée matérialisée par un sarcophage en pierre, qui correspond au tombeau du seigneur de Chabanais, Jourdain II, bienfaiteur de l'abbaye de Lesterps fondée par son père en 975,. Cette pierre tumulaire en calcaire, longue de 2,25 m, est ornée de nombreuses sculptures (épée, sarments de vignes, griffons, blason du défunt, fleur de lys, Christ en croix encadré par deux saintes). Le mobilier intérieur comprend également des boiseries du XVIIIe siècle, une chaire et un tabernacle en bois, ce dernier étant peint et doré.
L'église est ornée de plusieurs vitraux de l'atelier du maître verrier Francis Chigot, à Limoges.
La cloche, installée en 1862, est l'œuvre du fondeur Antonin Vauthier, établi à Saint-Émilion (Gironde). Elle a pour parrain Louis-Antoine de la Quintinie, descendant de Jean-Baptiste de La Quintinie, jardinier à la cour de Louis XIV, originaire de Chabanais, et pour marraine Catherine-Octavie Rempnoulx-Masdebost.
C'est également ici qu'est baptisé le futur président de la République Sadi Carnot, dont la famille maternelle résidait au « château » de Savignac, situé à quelques kilomètres au sud.
Deux éléments du mobilier de l'église bénéficient depuis 1994 d'une inscription aux Monuments historiques au titre des objets : la chaire des XVIIIe et XIXe siècles et le tabernacle du XVIIIe siècle, dont plusieurs clichés photographiques sont répertoriés sur la base Mémoire du patrimoine français. On y trouve aussi un bénitier en pierre dite « de Chassenon », à savoir de l'impactite.
Ayant subi des dommages à la suite d'un épisode orageux en 2018, la toiture de l'église bénéficie de travaux de restauration, comprenant le remplacement des tuiles et de la girouette en forme de coq.

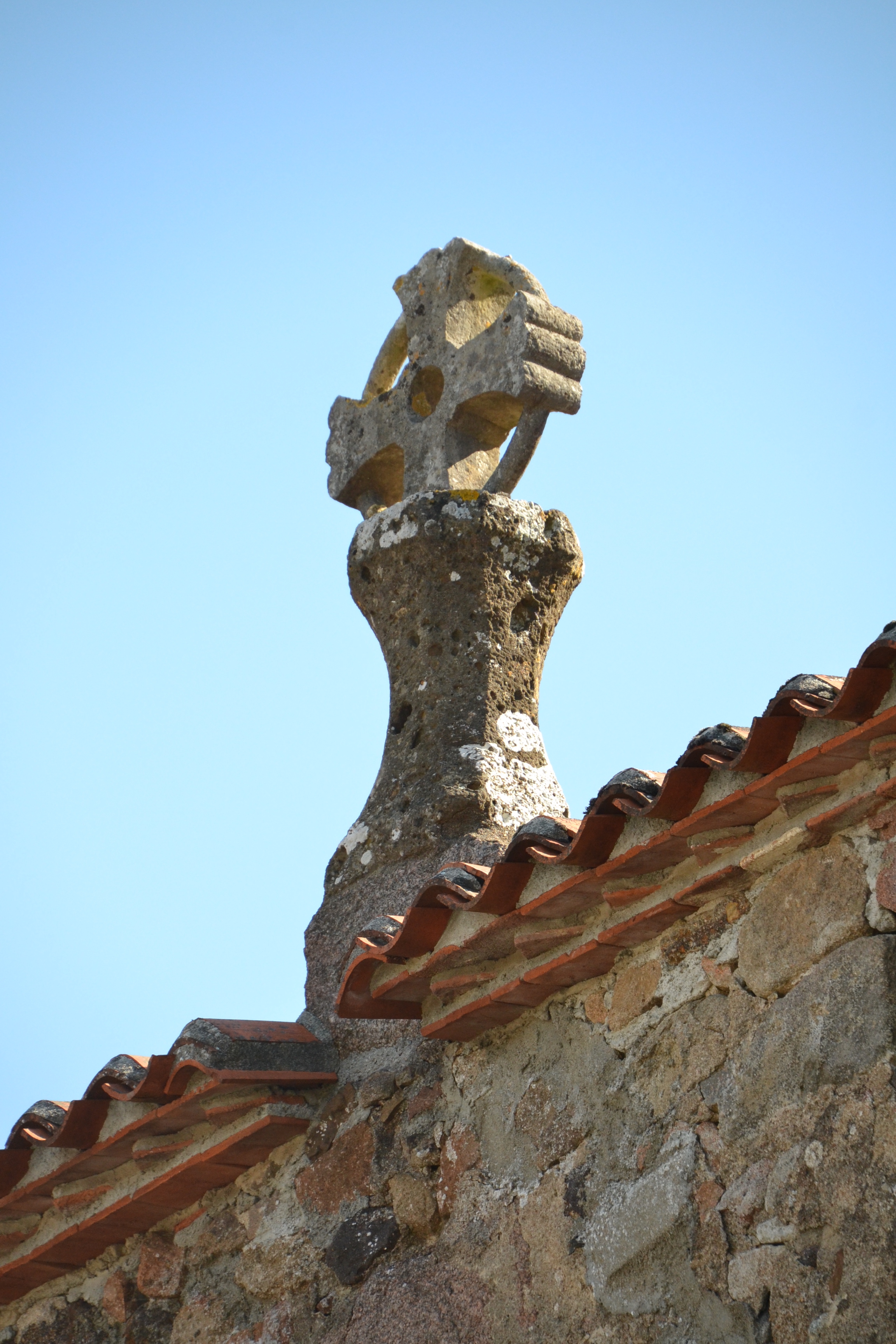
Vue de la croix nimbée.
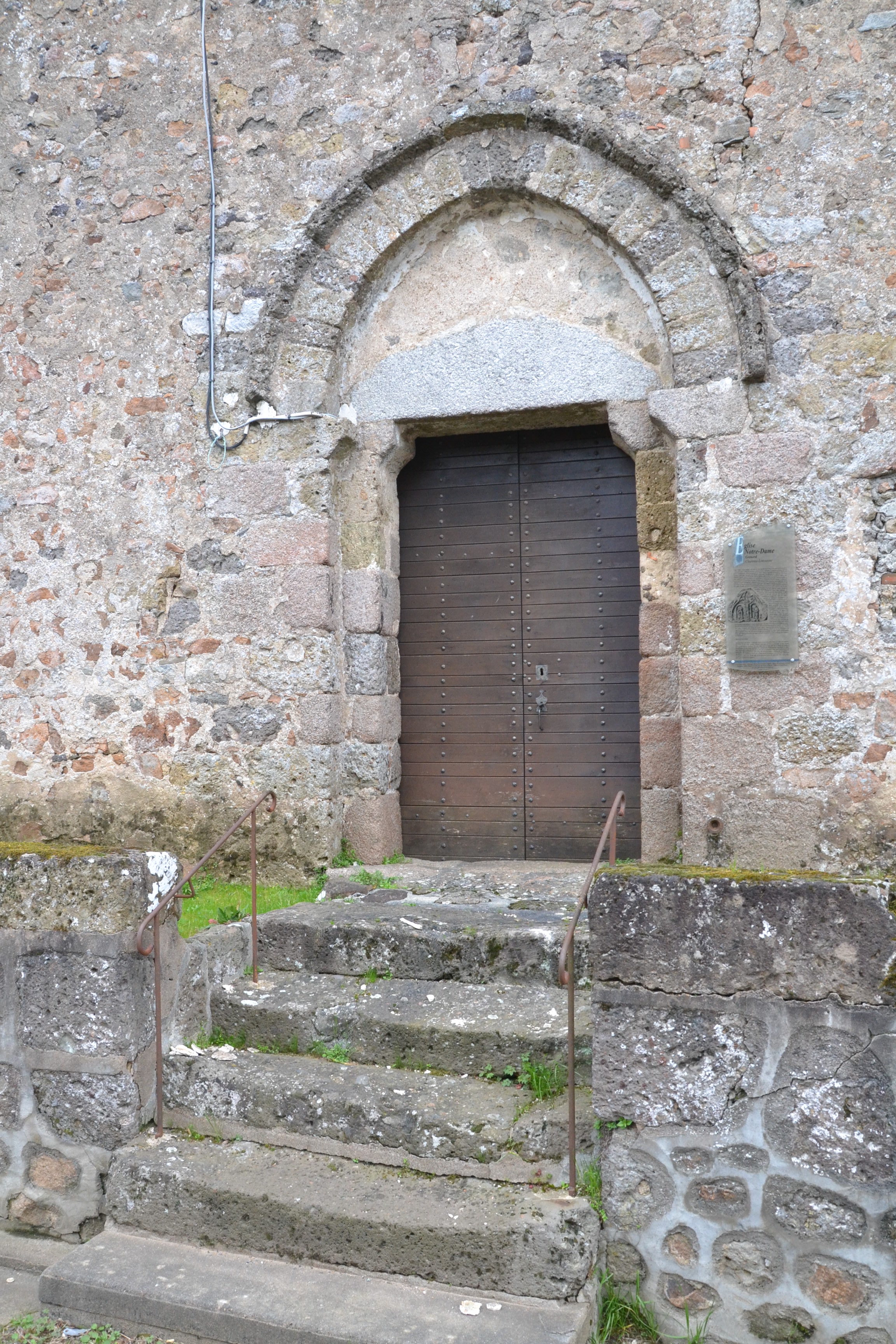
Portail de l'église.
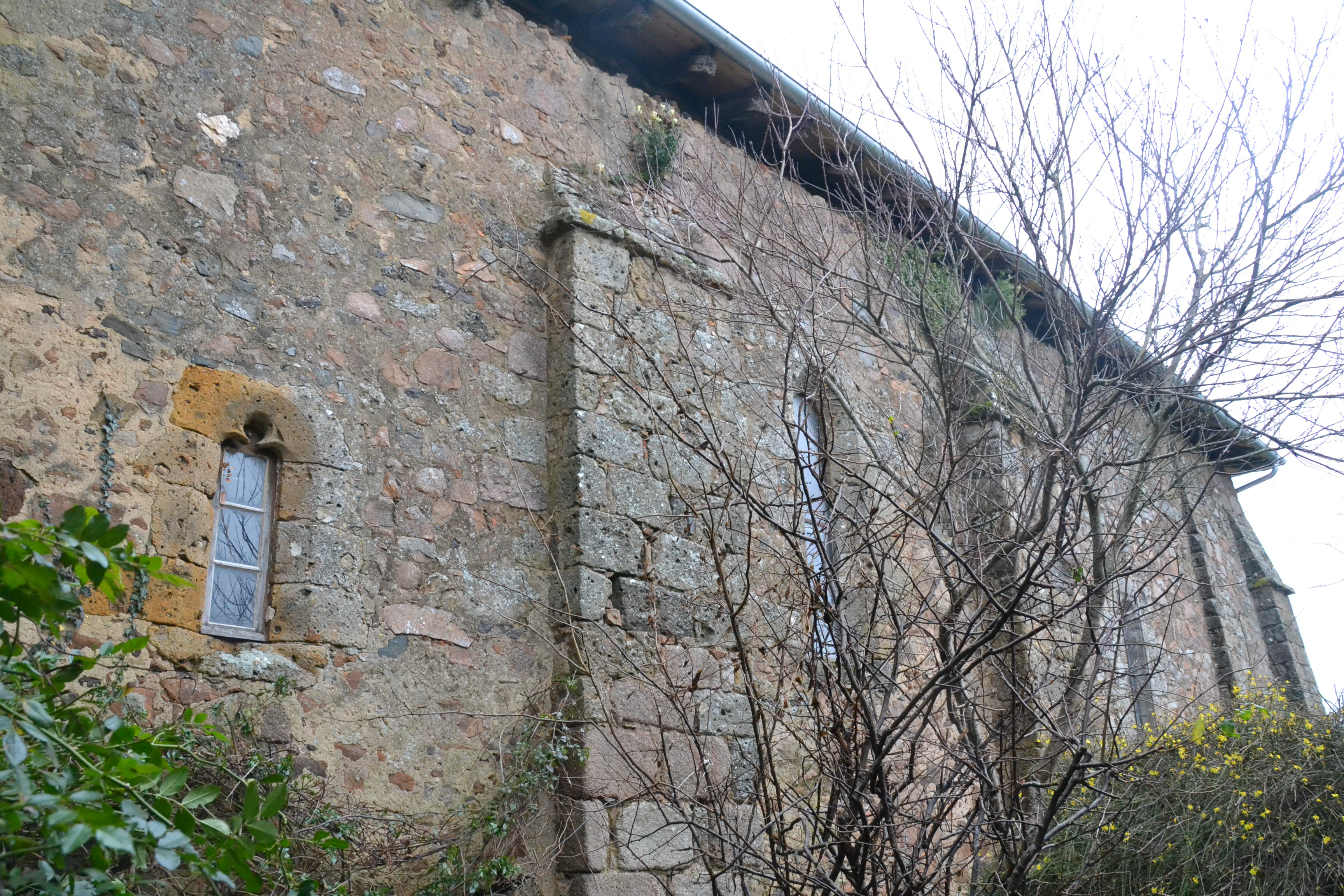
Élévation sud.

#### Château de Savignac

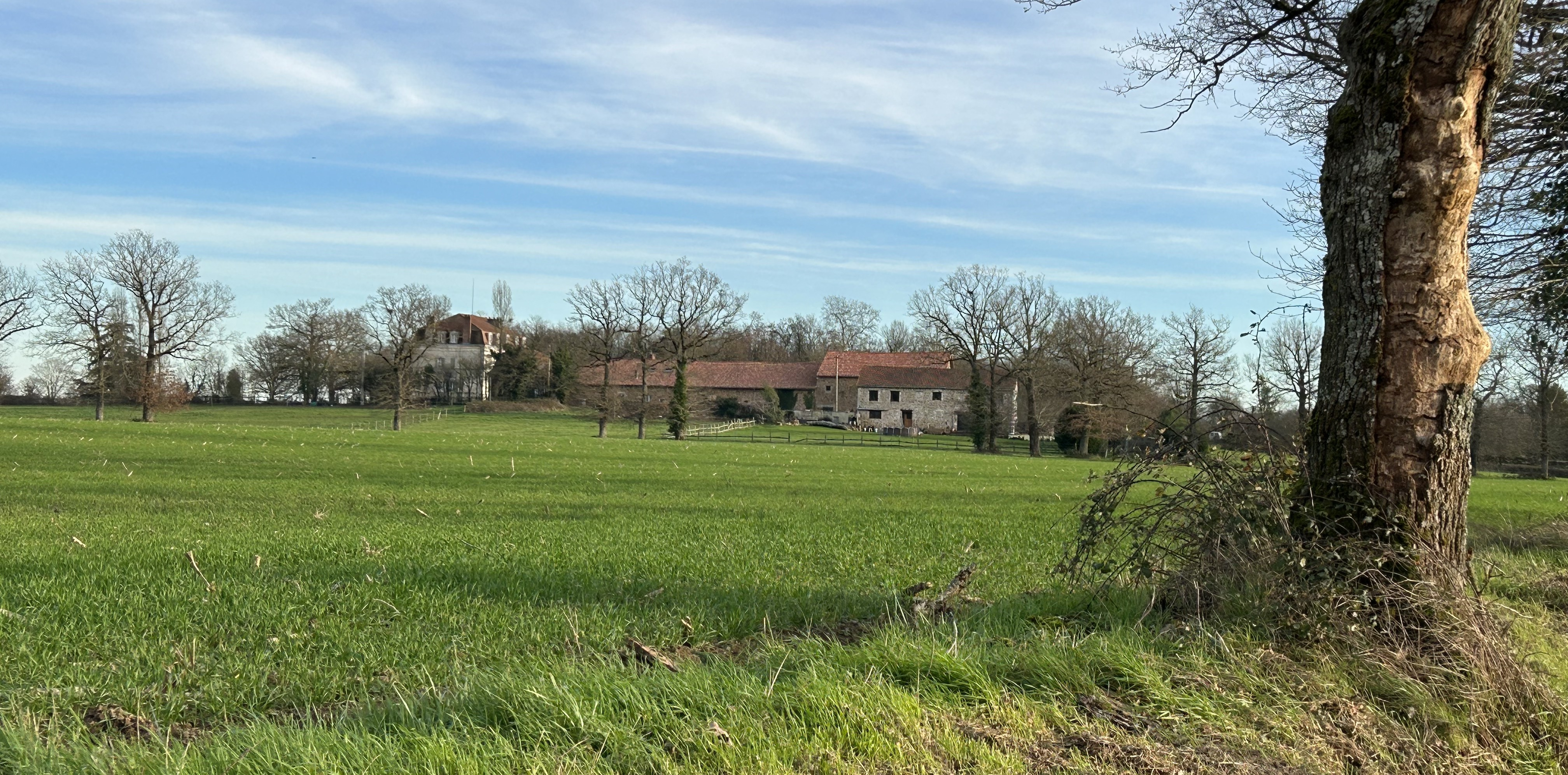
Vue du domaine de Savignac depuis un chemin proche. Le château est à gauche.

Cette demeure cossue, souvent appelée « château », se trouve au lieu-dit de Savignac, situé à environ 1,5 km au sud-ouest de Grenord, accessible par la route départementale 162 vers Lésignac-Durand.
La famille maternelle de Sadi Carnot en est l'ancienne propriétaire. Le futur président de la République y passe ses vacances d'enfant.

#### Autres éléments

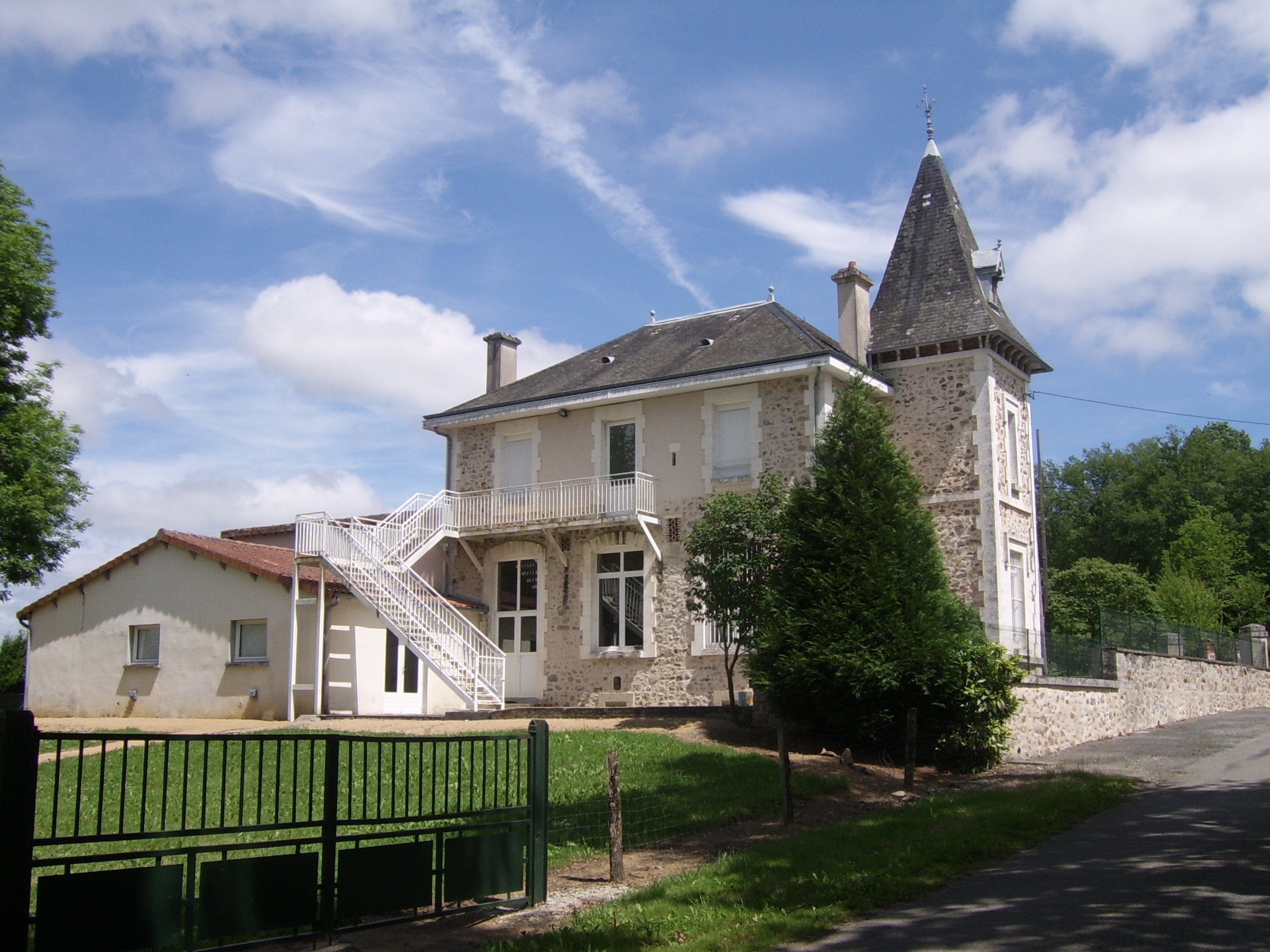
L'ancienne école

Parmi les autres éléments de petit patrimoine présents dans le village figurent la fontaine - en fait un puits - datée de 1907 ou les bâtisses de pierre dont plusieurs utilisent de la brèche d'impact liée à la chute de la météorite de Rochechouart, ce qui est commun dans le périmètre de l'ancien cratère.
L'ancienne école du village, construite en 1893 sur la route de Suris, et dont les travaux sont le fait de l'entrepeneur Délias, établi à Suris, a accueilli par la suite des colonies de vacances.
Le village possède également un cimetière sous les arbres, sur la route de Lésignac-Durand.
Les abords du village comprennent d'autres éléments patrimoniaux notables, comme des croix de chemin (la croix positionnée au carrefour de la route des Borderies semble toutefois avoir disparu dans les années 2010), l'ancien moulin de Cacharat, sur la Grêne, ou d'anciennes tuileries près du bois des Besses.

### Manifestations

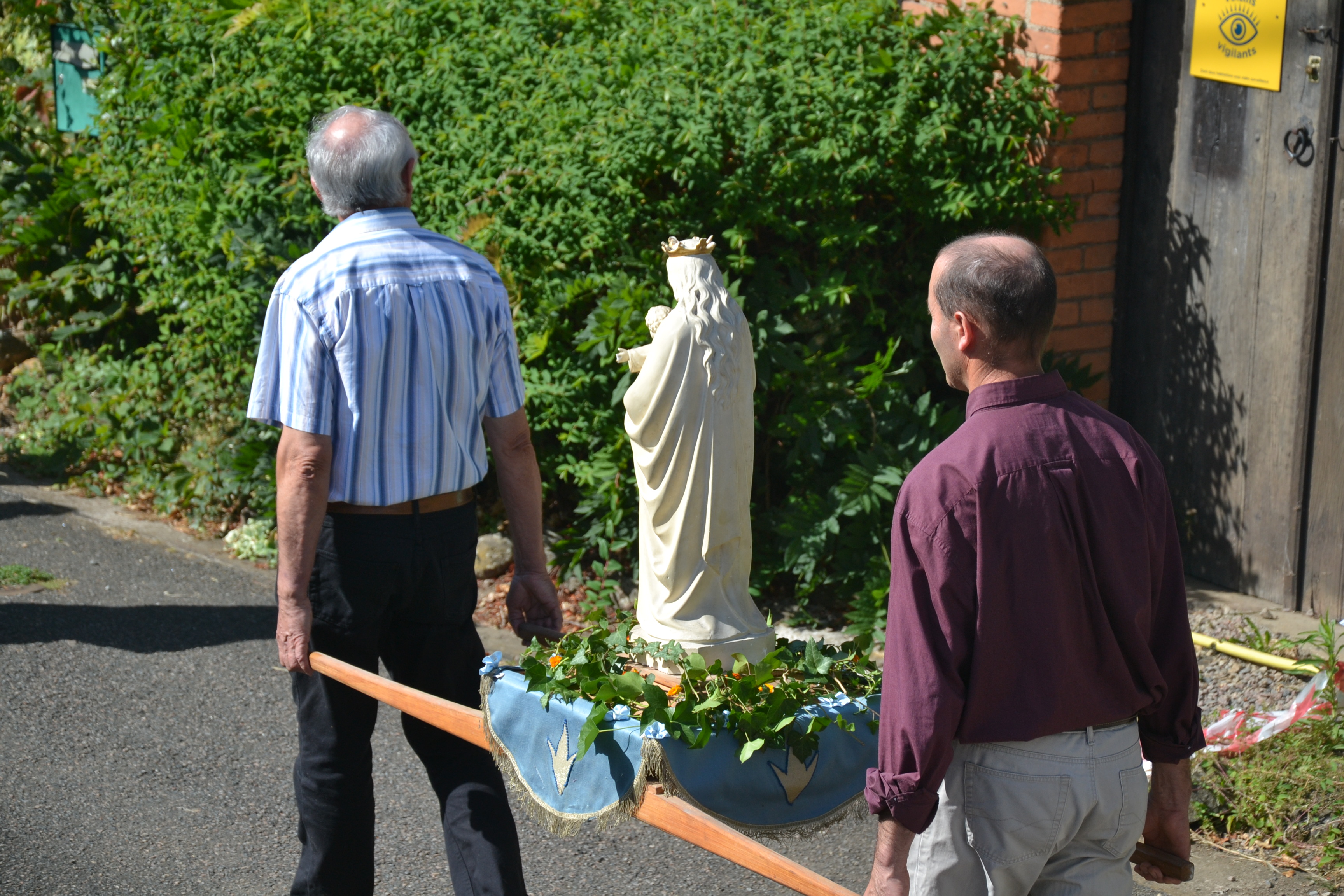
La procession de Grenord.

La fête du village, ou « frairie », également appelée « fête du canard », est la seule manifestation de Grenord, déjà attestée en 1908 ou en 1923. Elle a lieu chaque second dimanche de septembre. Dans sa forme en vigueur au début du XXIe siècle, on y trouve généralement deux animations foraines (un manège et un stand de tir à la carabine) et une confiserie. Une messe y est alors donnée en l'église Notre-Dame, suivie d'une procession jusqu'à la fontaine. L'après-midi, depuis les années 2010, des jeux inter-villages sont organisés. Une course cycliste (le Grand prix cycliste de Chabanais-Grenord) s'y déroule pendant plusieurs décennies, mais n'est plus organisée depuis 2016.

### Personnalités liées au village

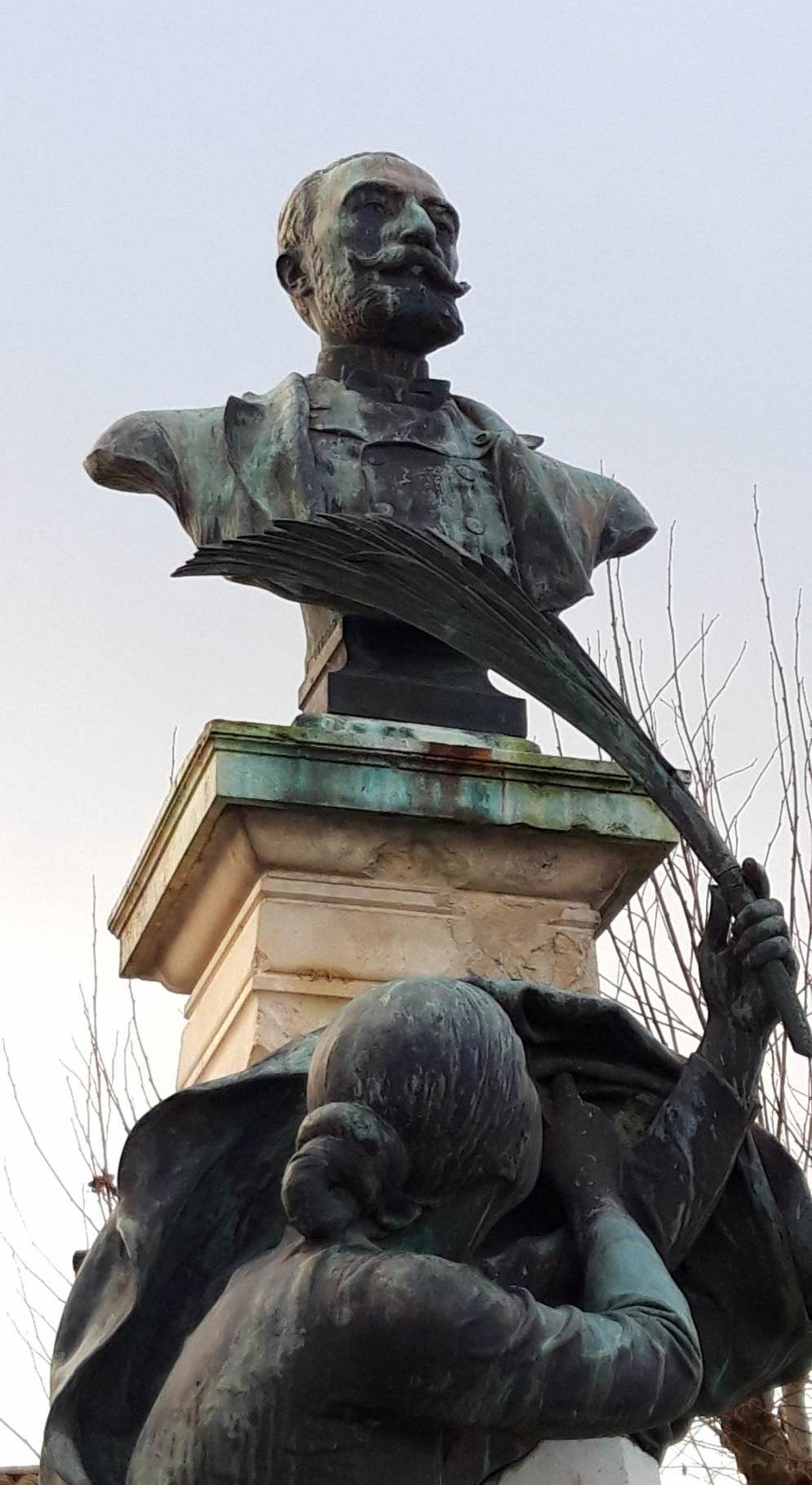
Détail du Monument à Sadi Carnot installé sur la place Colbert, à Chabanais (oeuvre de Frédéric-Étienne Leroux).

- Jean Sargnat (ou Sargnac, ou Sargnat-Lafond) (1667-1715), né à Grenord, et figurant parmi les pionniers français de la colonie de Montréal au Canada[52] ;
- Sadi Carnot, né en 1837 à Limoges, mort assassiné en 1894 à Lyon, président de la République de 1887 à sa mort, dont la famille maternelle est originaire de Chabanais et séjourne au domaine de Savignac. Il est baptisé en l'église de Grenord, et y effectue sa communion[42].
- Adolphe Carnot (1839-1920), frère cadet du précédent, également baptisé à Grenord. Il effectue une carrière politique en Charente, en étant élu dans le canton de Chabanais en 1898, et en accédant à la présidence du conseil général en 1902. La descendance d'Adolphe Carnot conserve des attaches à Chabanais : son fils Jean Carnot (1881-1969) succède à son père au siège de conseiller général de Chabanais (de 1910 à 1928), ville où il se marie en 1905 – son épouse effectue par ailleurs des dons réguliers (jouets, vêtements) à l'école de Grenord[53],[54] ; sa fille Marie Carnot (1877-1969) y est inhumée, avec sa propre fille, Françoise (1918-1944), brièvement milicienne et exécutée par des maquisards[55],[56],[57].
- François Lafont et Marie née Soulat, agriculteurs au Figuier, près de Grenord, parents de 16 enfants et récipiendaires en 1922 du prix Cognacq-Jay décerné aux familles nombreuses dans le besoin par Ernest Cognacq et Marie-Louise Jaÿ[58] ;
- James Lanceron (1917-1993), résistant[59], qui cite Grenord dans son autobiographie, en marge des combats ayant fait rage à Chabanais en 1944[60].